# Pomnik króla Jana III Sobieskiego w Gdańsku
Pomnik króla Jana III Sobieskiego – pomnik konny w Gdańsku, jeden z najstarszych pomników miasta.

## Historia

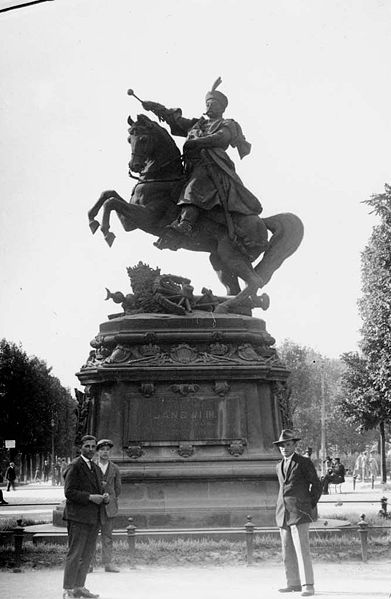
Pomnik we Lwowie, ok. 1900

Odsłonięcie pomnika planowało się na 18 września. Został ufundowany przez miasto Lwów i odsłonięty 20 listopada 1898 roku. Jest dziełem lwowskiego rzeźbiarza Tadeusza Barącza, odlanym w brązie, w wiedeńskiej firmie Artura Kruppa. Podstawę pomnika, z szarego piaskowca trembowelskiego (zaścinockiego), wykonała pracownia rzeźbiarska Juliana Markowskiego ze Lwowa. Do postaci króla pozował lwowski przedsiębiorca Marian Stipal. Pomnik stanął we Lwowie na skwerze w Wałach Hetmańskich, w najbardziej reprezentacyjnym spacerowym ciągu Lwowa. Dziś miejsce to zajmowane jest przez pomnik Tarasa Szewczenki.
Jedyny król polski, pochodzący z najbliższych okolic Lwowa (urodzony w Olesku, często przebywający w Żółkwi, posiadający kamienicę we Lwowie i często odwiedzający to miasto) przedstawiony został w narodowym stroju, w żupanie i kontuszu, na wspiętym rumaku, przeskakującym obalone działo, kosz faszynowy i strzaskaną lawetę. Postać króla była zwrócona twarzą na południowy wschód, skąd najczęściej nadchodziło niebezpieczeństwo dla Lwowa.
Praca Barącza przypomina swą stylistyką wcześniejszy pomnik Sobieskiego w warszawskich Łazienkach z 1787 roku, zwłaszcza że w obu przypadkach wątpliwość wzbudzają proporcje między sylwetką konia i jeźdźca.
Gdy w lipcu 1944 roku Lwów został ponownie zajęty przez ZSRR, powstał projekt, by Sobieskiego przerobić na Bohdana Chmielnickiego. W roku 1950 przekazano jednak pomnik władzom polskim. Przez 16 lat stał w parku w Wilanowie, po czym przewieziono go do Gdańska. Pomnik, atrakcyjny w swojej formie, starały się pozyskać Kraków i Wrocław. Ustawiono go na jednym z głównych placów Starego Miasta – Targu Drzewnym (w miejscu usuniętego monumentalnego niemieckiego pomnika) i 26 czerwca 1965 roku ponownie odsłonięto. Pomnik usytuowano tak, że król zwrócony jest w kierunku zachodnim. Oryginalna tablica z tekstem „Królowi Janowi III miasto Lwów” została ukryta i zamontowana dopiero po 1989 roku.
Oryginalnych, brązowych tablic kartusza nigdy nie zamontowano z powrotem. Najprawdopodobniej zostały zabetonowane w skrzyniach wewnątrz pomnika. Obecne tablice zostały wykonane w latach dziewięćdziesiątych z piaskowca przez rzeźbiarza Czesława Gajdę, który uprzednio w latach osiemdziesiątych dokonał rekonstrukcji innych części kartusza. W latach 1999–2000 pomnik otrzymał iluminację.
Pomnik waży ponad siedem ton i mierzy ponad osiem metrów wysokości.
W I połowie 2019 Gdańska Infrastruktura Wodociągowo-Kanalizacyjna planuje zamontowanie przy pomniku Jana III Sobieskiego fontanny składającej się z 2 płytkich dwucentymetrowych niecek z wodą o długości ponad 11 m i do 2,8 m szerokości. Zarówno nowa fontanna, jak i pomnik mają uzyskać iluminację (reflektory ledowe). Ze względu na ochronę pomnika przed działaniem wilgoci lustra wodne będą tylko delikatnie pulsować. 

## Galeria

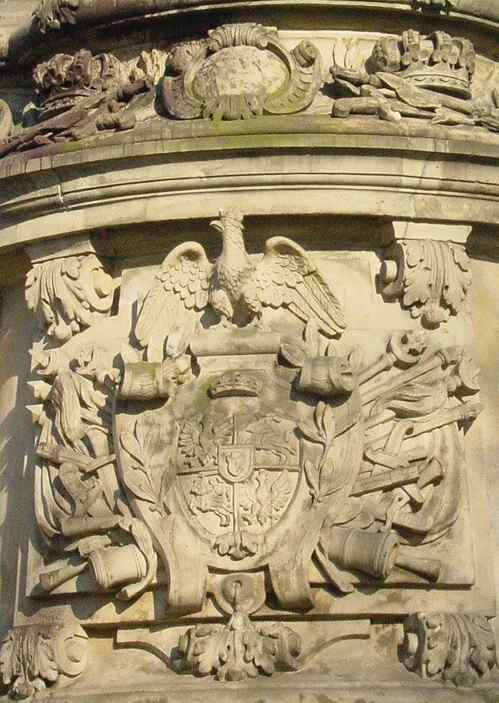
Herb króla: orzeł i Pogoń, w sercu tarczy herb Sobieskich Janina
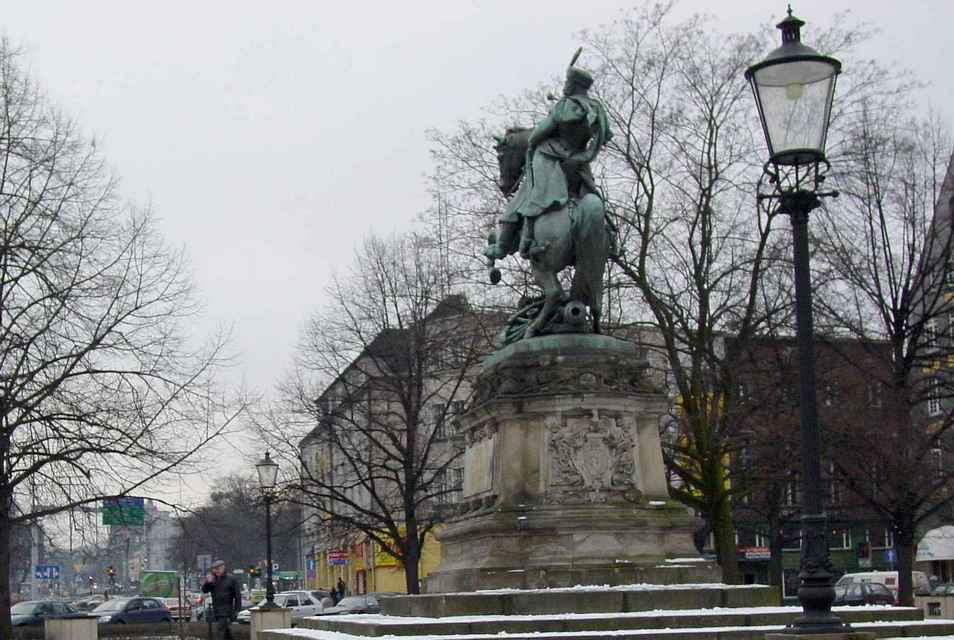
Widok w kierunku zachodnim
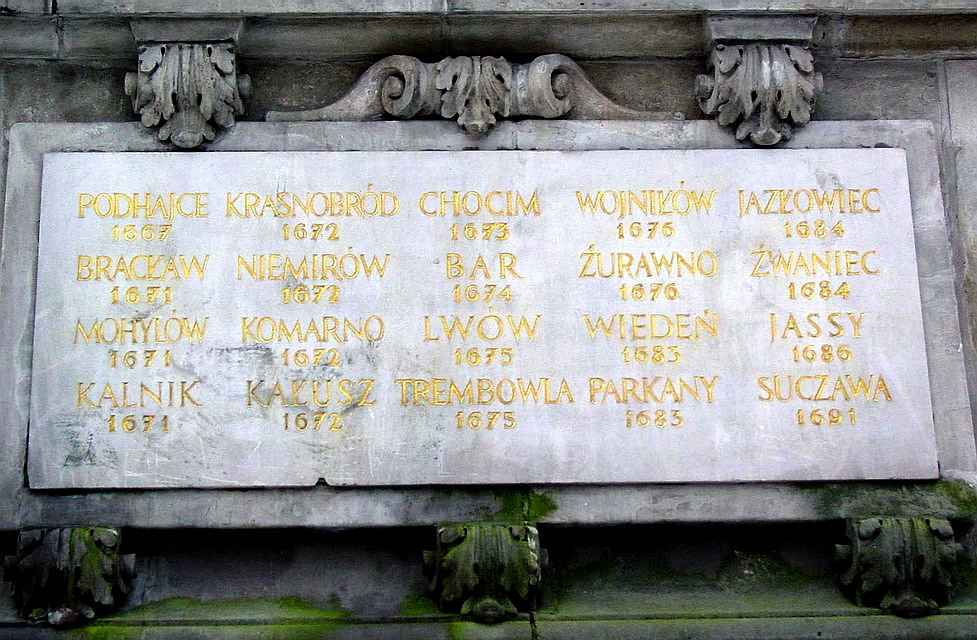
Miejsca bitew pod dowództwem króla
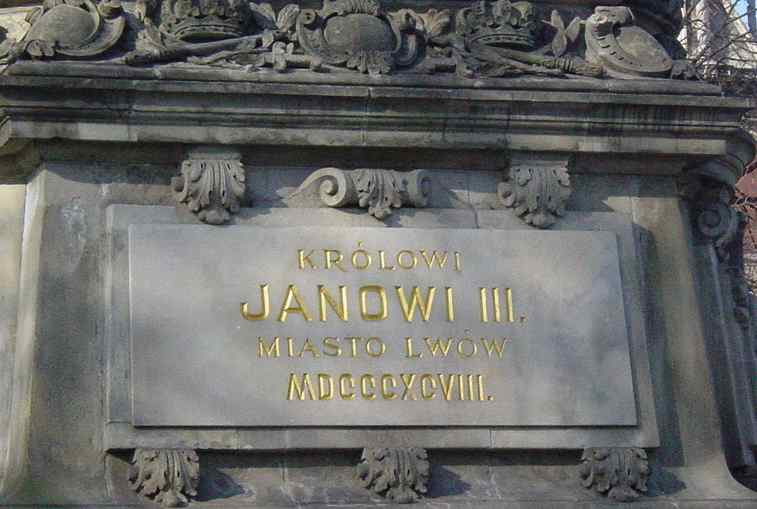
Oryginalna tablica z dedykacją
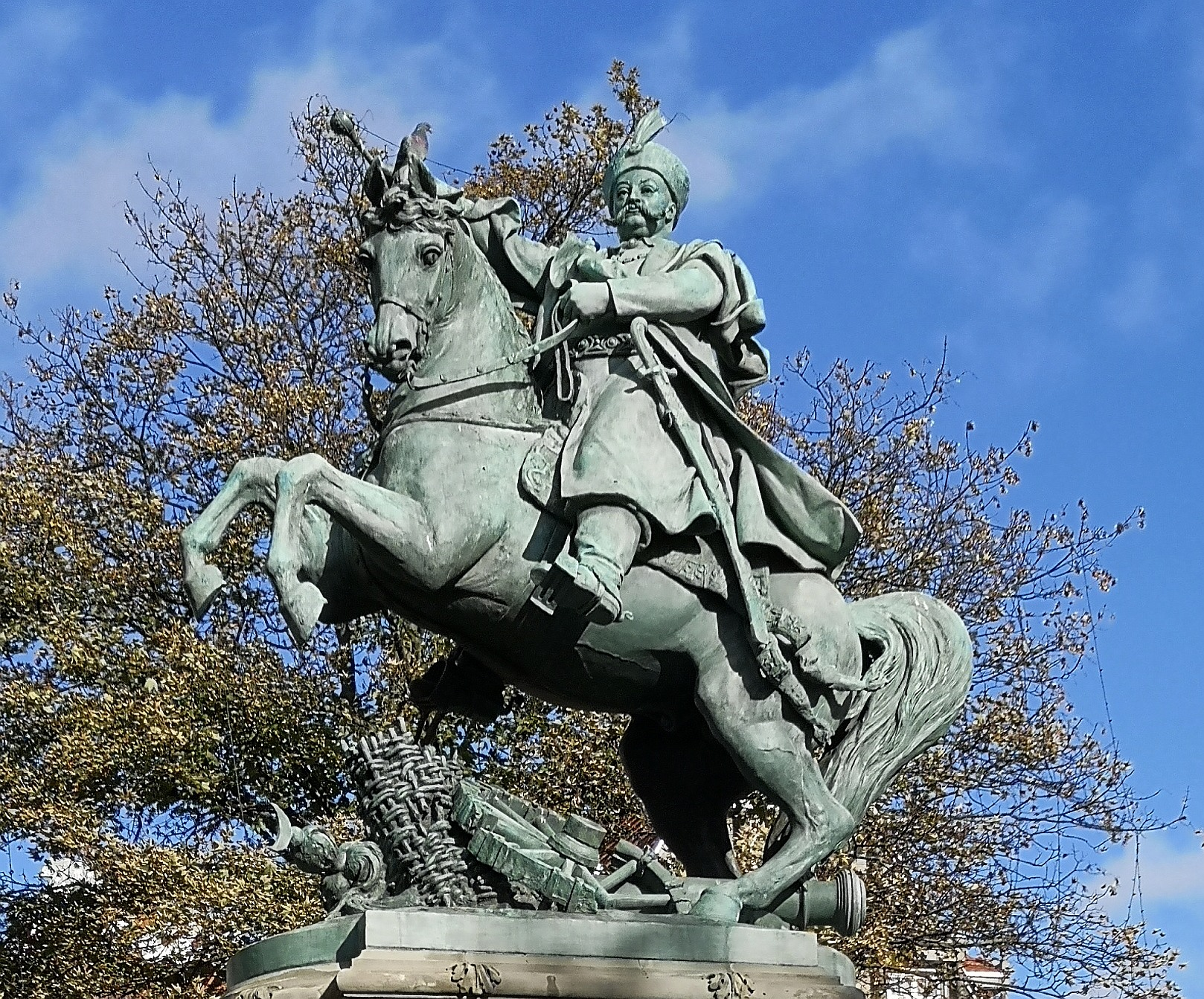
Rzeźba króla Sobieskiego